# Car Mechanic Simulator 2018
Car Mechanic Simulator 2018 est un jeu vidéo de simulation développé par le studio polonais Red Dot Games illustrant le travail d'un mécanicien automobile. Il est sorti le 28 juillet 2017 pour Microsoft Windows, le 25 juin 2019 pour PlayStation 4 et Xbox One et le 15 février 2019 pour Nintendo Switch. Une version simplifiée pour les plateformes mobiles a été lancée en juin 2018. Le jeu est le troisième de la série Car Mechanic Simulator, après Car Mechanic Simulator 2014 et Car Mechanic Simulator 2015.

## Système de jeu
Car Mechanic Simulator 2018 se joue du point de vue de la première personne, le joueur pouvant se déplacer librement dans le magasin, les salles d'exposition et les entrepôts où les voitures endommagées peuvent être achetées pour être réparées et / ou revendues. Le joueur a accès à une grande variété d'outils, dont la plupart sont débloqués en terminant des travaux et en gagnant de l'expérience. Au fil du jeu, le joueur agrandit son atelier, lui permettant de réaliser des réparations de plus en plus complexes ainsi que la restauration de voitures classiques.
Le gameplay consiste à examiner les différents composants du moteur, de la suspension et du châssis du véhicule, à identifier les composants endommagés et à les remplacer. Cela peut être fait en achetant un composant de remplacement ou, à des niveaux supérieurs, en réparant celui existant. Les moteurs sont rendus avec beaucoup de détails, ce qui oblige le joueur à retirer les pièces de manière réaliste afin d'accéder au composant concerné. Afin d'accomplir la tâche requise, le joueur doit utiliser du matériel réaliste comme un équilibreur de pneus, un extracteur à ressort, un kit de détails et un support moteur.
D'autres sections de la salle de travail sont déverrouillées au cours du jeu. Il s'agit notamment d'une piste d'essai qui peut identifier les problèmes avec les freins et la suspension d'une voiture et un atelier de peinture qui est utilisé pour peindre et personnaliser la carrosserie de la voiture.

## Accueil
Rock Paper Shotgun a qualifié le jeu de "singulièrement captivant et cathartique" tout en critiquant un grand nombre de bugs présents dans la version initiale, ainsi qu'un certain nombre de décisions de conception. Un examen de suivi une fois le correctif terminé a indiqué que les problèmes techniques avaient été résolus.
La version Nintendo Switch du jeu a été fortement critiquée par Nintendo Enthusiast, qui l'a critiquée pour être un portage de la version mobile, la qualifiant de "tentative vraiment triste de se faire rapidement de l'argent aux acheteurs sans méfiance".